# 페르낭 브로델
페르낭 브로델(프랑스어: Fernand Braudel, 1902년 8월 24일 ~ 1985년 11월 27일)은 프랑스의 역사학자이다. 그는 경제학, 인류학, 지리학과 같은 다른 분야의 효과를 고려한 연구로, 지구의 역사에 관한 20세기의 연구에 혁명을 일으켰다. 그는 사회과학에서 꼼꼼한 사학적 분석에 집중하였던 아날학파의 저명한 회원이다.
브로델은 프랑스 뫼스(프랑스어: Meuse) 데파르트망의 뤼메빌앙오르느와(프랑스어: Luméville-en-Ornois)에서 태어났다. 여기서 그는 친할아버지와 오랫동안 살았다. 그는 파리정치학교(프랑스어: Institut d'Études Politiques de Paris)에서 공부했다. 자연과학자였던 그의 아버지는 그의 공부를 도왔고 브로델은 라틴어는 꽤 배웠고 그리스어도 조금 배웠다. 그는 역사학을 좋아했고 시도 썼다. 브로델은 의사가 되려고 했으나 그의 아버지는 이것에 반대했다. 1923년 프랑스의 식민지였던 알제리에 가서 역사학을 가르쳤다. 1932년 프랑스로 돌아왔는데 그는 고등학교의 선생님이 되었고 영향력이 컸던 학술지 아날(프랑스어: Annales)을 공동설립하게 되는 뤼시앙 페브르(프랑스어: Lucien Febvre)를 만나게 된다. 뤼시앙은 브로델의 업적에 큰 영향을 미쳤다. 뤼시앙과 함께 1935년에 브라질로 건너가 상파울루 대학교를 설립하였고 1937년 뤼시앙과 함께 돌아왔다. 1939년 육군에 입대하였는데 1940년 붙잡혀서 독일의 뤼벡 부근의 포로수용소에 수용되었다. 여기서 그는 단지 기억에만 의존하여 만들어진 대작 《펠리페 2세 시대의 지중해와 지중해 세계》(프랑스어: La Méditerranée et le Monde Méditerranéen a l'époque de Philippe II)를 편집하였다. 그 책을 쓴 동기에 대해서 그는 "북부유럽인("Northerner")으로서, 지중해인을 사랑하게 되었다"고 말한다. 종전 후, 그는 페브르와 함께 소르본에서 분리되어 나온 한 대학에서 일하게 된다. 여기서 그는 사회학적, 경제학적 역사학에 전념하게 된다.

## 저서
- La Méditerranée et le monde méditerranéen à l'époque de Philippe II (지중해, 혹은 펠리페 2세 시대의 지중해 세계). Paris: Armand Colin. 1949; 1966. (주경철 외 번역. 《지중해: 펠리페 2세 시대의 지중해 세계》. 까치글방. 2017년.)
- Civilisation matérielle, économie et capitalisme (물질문명, 경제, 그리고 자본주의). Paris: Armand Colin. 1979. (주경철 번역. 《물질문명과 자본주의》. 까치글방. 1995년.)

## 같이 보기
- 아널드 J. 토인비
- 오스발트 슈펭글러